# Campo petrolero Tupí
El Campo petrolero Tupí, coloquialmente llamado Campo petrolero Lula (por haberse descubierto durante el periodo presidencial de Luiz Inácio Lula da Silva), es un gran yacimiento de gas Offshore situado en la cuenca de Santos, a 250 km (160 millas) de las costas del estado de Río de Janeiro, Brasil. El campo fue nombrado en honor del pueblo tupí y es considerado como el campo petrolero más grande descubierto en el hemisferio occidental de los últimos 30 años.

## Historia
El campo fue descubierto en octubre de 2006 por el BG Group indicando que en el pozo fluyeron 4.900 barriles diarios de petróleo crudo dulce, 0.7 contenido de azufre y 4.3 MMscf por día de gas de un depósito profundo. El descubrimiento del yacimiento Tupi haría de Brasil una potencia emergente mundial petrólera. El presidente de Brasil, Luiz Inácio Lula da Silva, llamó al campo Tupi la segunda independencia para Brasil. La estimación más alta, de 8  mil millones de barriles de petróleo recuperables sería suficiente para satisfacer la demanda mundial total de petróleo crudo por cerca de tres meses a una tasa de extracción actual (2008) de 85 millones de barriles por día. En enero de 2008 Petrobras anunció el descubrimiento del campo Júpiter, un inmenso campo de gas natural y condensado (petróleo muy ligero) que podría igualar al campo petrolero Tupi en tamaño. Se encuentra a 37 km (23 millas) al este de Tupi.

## Propiedad
El bloque BM-S-11 que contiene el yacimiento Tupi es operado por Petrobras con control del 65% de participación, mientras que BG Group tiene un 25% y Galp Energia posee un 10%. Según las estimaciones de Bear Stearns, el valor del petróleo en el bloque va de US$ 25 mil millones a US$ 60 mil millones. BM-S-11 también incluye los campos Tupi Sul, Iara e Iracema.

## Producción
En 2020, Petrobras espera producir hasta 500.000 barriles por día (79,000 m3/d). el desarrollo del campo completo puede incluir un máximo de 300 pozos productores e inyectores con una producción total de petróleo llegando a 1.000.000 barriles por día (160,000 m3/d) y 1 mmpcd de gas. La perforación de los primeros 15 pozos ha tenido un costo de $ 1 mil millones. Se estima que el costo total del campo llegará a $ 50-$ 100 mil millones de dólares debido a la complejidad de la formación geológica. Hasta 12 unidades SFPAD podrían ser necesarias para producir petróleo en Tupi. El petróleo crudo de Tupi es Considerado como dulce, lo que significa que el contenido de azufre es inferior a 0,5 por ciento de azufre en peso.

## Embalse
El yacimiento de Tupi se encuentra por debajo de los 2.000 metros (6.600 pies) de agua y luego 5,000 metros (16,000 pies) de sal, arena y rocas. Petrobras dice que este campo es "comparable a el más importantes" del mundo. La acumulación de Tupi en el Bloque BM-S-11 de la cuenca de Santos, contiene al menos 5,8 mil millones de barriles de petróleo recuperables lo que podría incrementar las reservas de Brasil en un 62%. En comparación, Noruega tiene 8,5 mil millones de reservas comprobadas de petróleo. De esta manera será el doble del tamaño de Roncador, el mayor campo de Brasil anteriormente. Las reservas probadas de Brasil están en 14,4 mil millones de barriles que le hace el 17 mayor productor de petróleo del mundo. El descubrimiento de Tupi revolucionó la exploración de petróleo en Brasil: es un descubrimiento tipo presalina, sostenida en rocas debajo de una capa de presal que, en algunos lugares, llega a espesores de más de 2,000 metros. Hasta ahora, las reservas de Brasil se habían encontrado en formaciones post-salinas, por encima de la capa de sal. Estimaciones recientes han empujado al total estimado de barriles equivalentes de petróleo (BEP) a más de 30 mil millones, aunque Petrobras no ha confirmado la estimación más alta. Estas estimaciones se están poniendo en severa duda por analistas imparciales.